# 日本艾蛛
日本艾蛛（学名：Cyclosa japonica），又名日本塵蛛，为园蛛科艾蛛属的动物。分布于日本、朝鲜、台湾岛以及中国大陆的四川、浙江、安徽、云南、江西、湖南、福建、贵州等地，多生活于灌木丛及草丛。该物种的模式产地在日本。